# Volkswagen-Currywurst

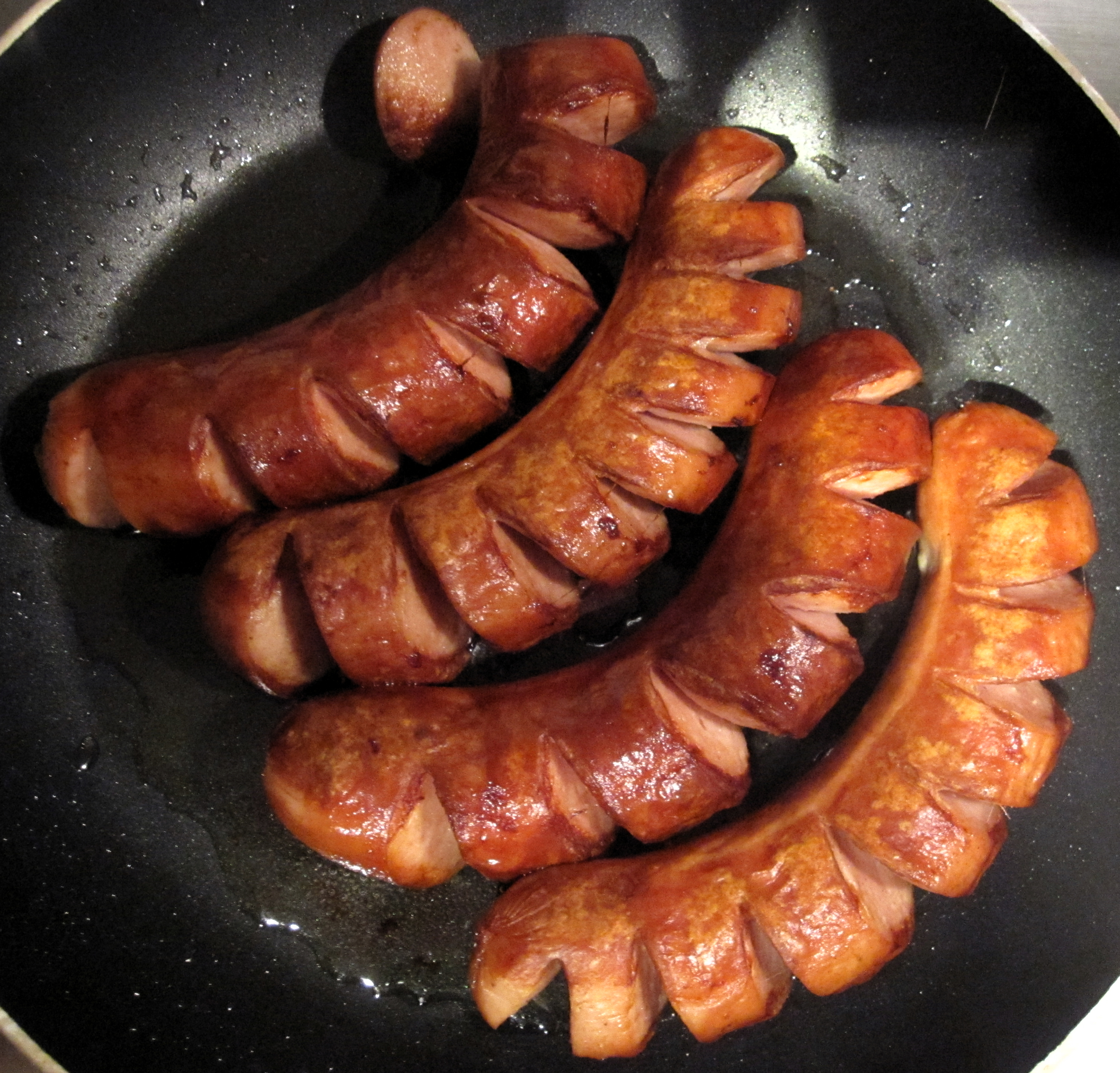
Xúc xích của Volkswagen nấu trong chảo rán

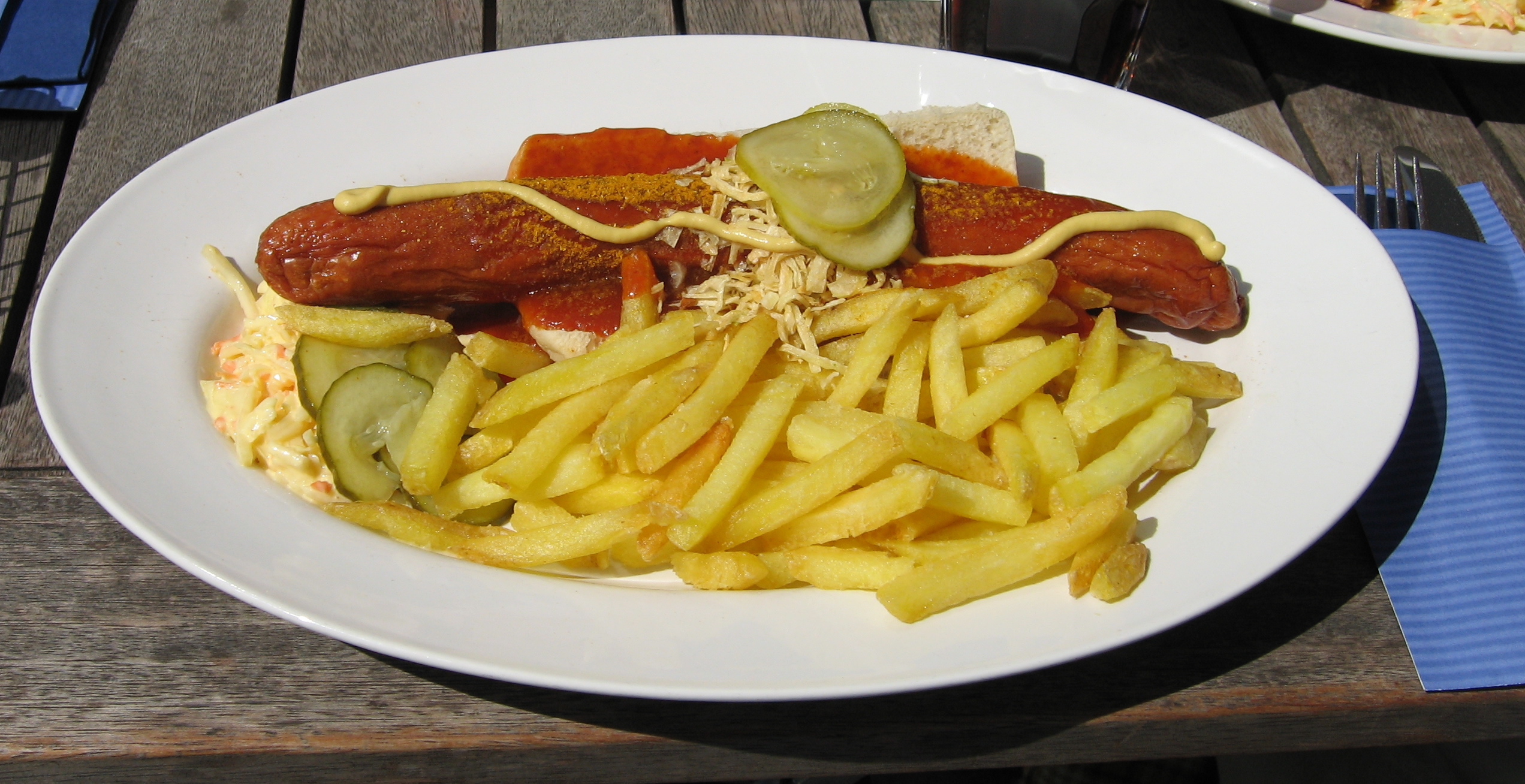
Volkwagen Currywurst cỡ lớn với khoai tây chiên, bánh mì và những thứ dùng kèm

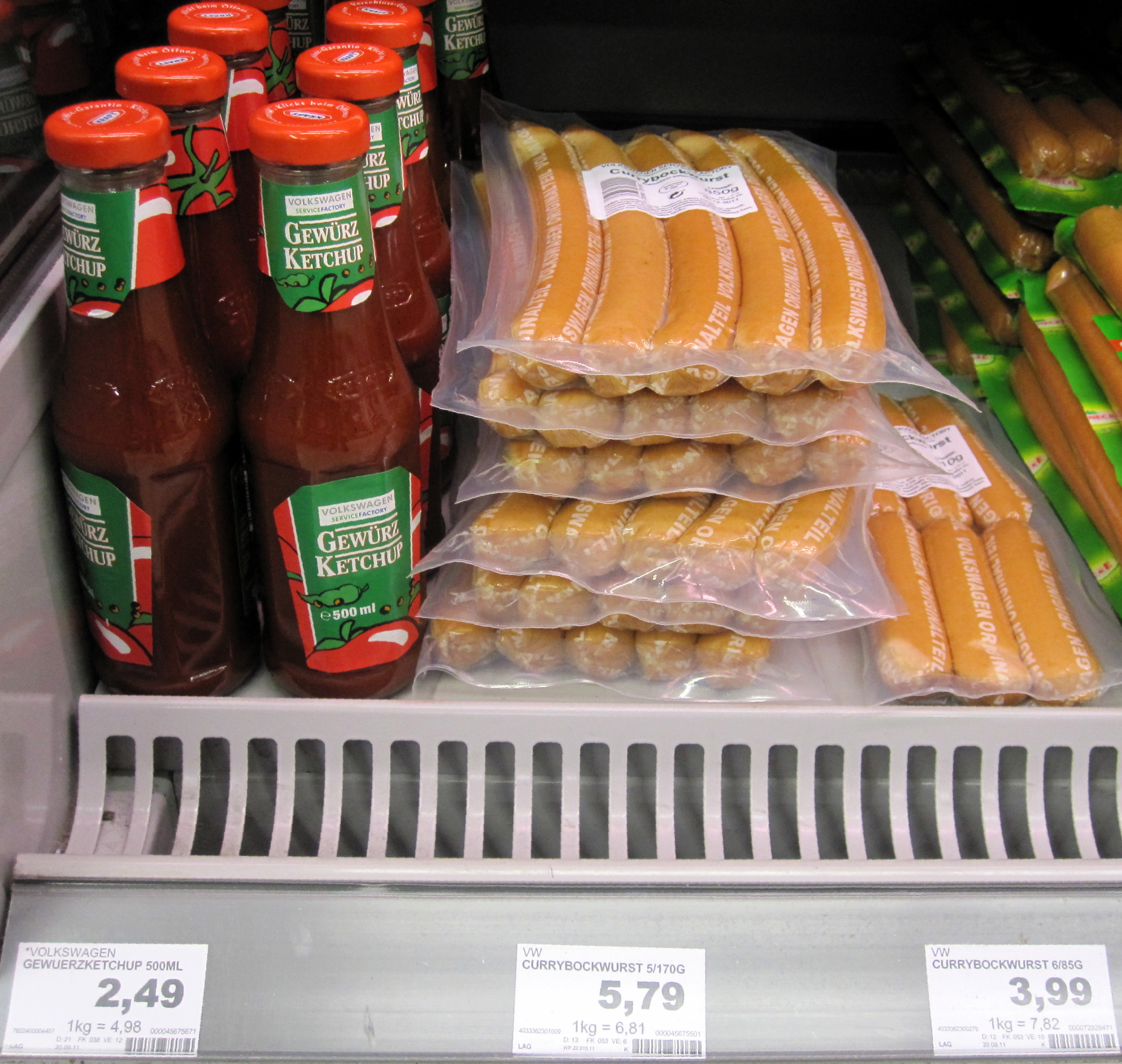
Các biến thể nhỏ và lớn của Currywurst và chai nước sốt cà chua tại siêu thị

Volkswagen-Currywurst là một thương hiệu xúc xích được sản xuất bởi nhà sản xuất xe hơi Volkswagen từ năm 1973. Chúng được sản xuất tại nhà máy Wolfsburg của công ty và được bán tại các nhà hàng trong sáu nhà máy ở Đức. Currywurst cũng được bán bên ngoài tại các siêu thị và sân vận động bóng đá và tặng cho khách hàng Volkswagen. Xúc xích được xem là một thương hiệu của Volkswagen ("Volkswagen Original Part") và đã được trao số 199 398 500 A. Sản phẩm này được mô tả là sản phẩm được sản xuất nhiều nhất trong số các bộ phận kinh doanh của Volkswagen, khoảng 6,81 triệu xúc xích được sản xuất vào năm 2018. Trong nhiều năm gần đây, công ty đã sản xuất nhiều xúc xích hơn ô tô. Một phần nước xốt cà chua cũng được sản xuất và bán đi kèm với Currywurst.

## Mô tả
Xúc xích được sản xuất trong một bộ phận của Nhà máy Wolfsburg Volkswagen bởi đội ngũ 30 người. Xúc xích được làm với hai kích cỡ, một dài khoảng 5 inch (13 cm) và một dài khoảng 10 inch (25 cm). Xúc xích có kích thước lớn hơn nặng khoảng 170 gam (6,0 oz).
Xúc xích được làm từ thịt lợn và được giao cho nhà máy ba lần một tuần. Việc cắt thịt lợn được gọt bỏ bớt, loại trừ chất béo dư thừa, cung cấp hàm lượng chất béo cho xúc xích khoảng 20%, thấp hơn đáng kể so với 35% thông thường của xúc xích bratwurst. Thịt lợn sau đó được nghiền và trộn với một công thức gia vị bí mật trước khi đưa vào "da xúc xích" mang nhãn hiệu Volkswagen Originalteil ("Volkwagen Original Part"). Xúc xích được treo trên giá đỡ và hun khói trên gỗ sồi trong 100 phút ở 176 °C (349 °F). Sau khi làm lạnh xúc xích được niêm phong thành gói với năm cây.
Nhà máy sản xuất khoảng 20.000 xúc xích mỗi ngày, khoảng 1.181 tấn (1.162 tấn dài) mỗi năm. Xúc xích đã được cấp một số kinh doanh chính thức, cụ thể là 199 398 500 A. Volkswagen tuyên bố rằng món Currywurst của họ không chứa bột protein, bột ngọt hoặc phosphat. Một phần nước xốt cà chua dùng kèm Currywurst truyền thống cũng được sản xuất. Sốt cà chua mang nhãn hiệu Volkswagen (199 398 500 B) có độ sệt cao hơn một chút so với hỗn hợp truyền thống. Một gói xúc xích và một chai nước sốt cà chua bán lẻ với giá khoảng 10 đô la Mỹ. Một phiên bản thuần chay dựa trên nguyên liệu chính là lúa mì cũng được sản xuất tại nhà máy.
Currywurst được bán trong 17 căng tin và nhà hàng trong nhà máy Wolfsburg, thường là sốt cà chua và khoai tây chiên. Một món súp Currywurst cũng được bán. Để kỷ niệm 45 năm của sản phẩm, bánh burger currywurst và pizza currywurst đã được sản xuất.
Volkswagen cũng bán đồ dùng để dùng với Currywurst. Một ví dụ là đĩa đựng, số 33D 069 602.

## Lịch sử

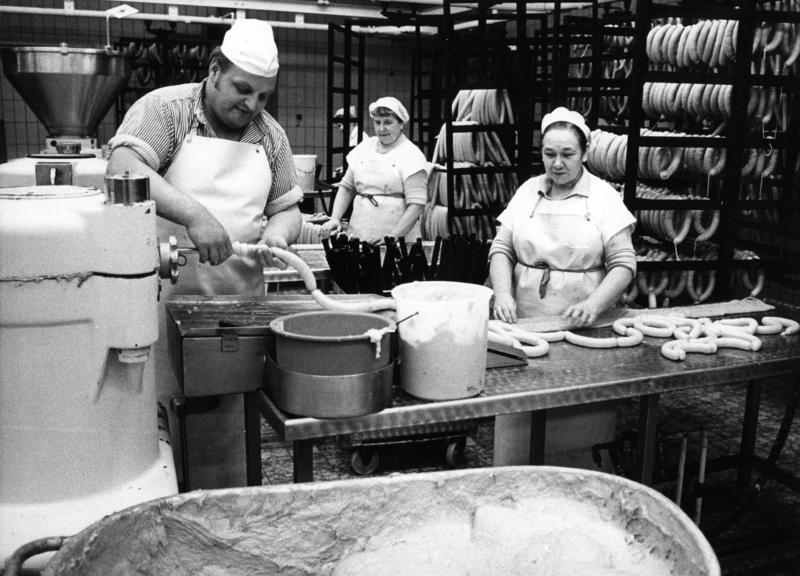
Xưởng sản xuất tại nhà máy Wolfsburg năm 1973

Volkswagen đã sản xuất thực phẩm cho công nhân của mình tại nhà máy Wolfsburg kể từ khi mở cửa vào năm 1938 do vị trí quá xa của nhà máy. Họ đã sản xuất Currywurst từ năm 1973. Ban đầu, nhà máy này đã nhận được toàn bộ nguồn thịt từ một trang trại thuộc sở hữu của Volkswagen, thịt được làm tại chỗ - điều này đã chấm dứt nguồn thịt trước có nguồn gốc tại địa phương. Thịt ban đầu là sự pha trộn giữa thịt lợn và thịt bò nhưng thịt bò đã bị loại bỏ vào những năm 1990 do sự bùng nổ thịt bò điên ở Anh trong thập kỷ đó. Currywurst đã giành được giải thưởng tại các hội chợ thực phẩm Đức và đã nhận được giải thưởng vàng từ Hiệp hội Nông nghiệp Đức. Món nổi bật trong AutoMuseum Volkswagen và tại Bảo tàng Deutsches Currywurst, cho đến khi nơi đó đóng cửa vào năm 2018. Món Currywurst dành cho người ăn chay được giới thiệu vào năm 2010.
Khoảng 40% sản lượng Currywurst của Volkswagen được tiêu thụ trong các nhà hàng tại sáu nhà máy của Đức; Phần còn lại được bán tại các cửa hàng bên ngoài, siêu thị và sân vận động bóng đá. Một phần cũng được gửi đến các đại lý của Volkswagen trên khắp châu Âu, nơi chúng được dùng làm quà tặng cho những khách hàng mua xe mới. Tiền thu được từ việc bán hàng bên ngoài được sử dụng bởi Volkswagen để trợ cấp giá thực phẩm trong các nhà hàng cho nhân viên của họ. Sản phẩm được bán ở 11 quốc gia nhưng không phân phối ở Hoa Kỳ do các quy định về nhập khẩu thịt chưa nấu chín. Trước đây, Volkswagen đã gửi một nhóm đầu bếp đến Hoa Kỳ để sao chép sản phẩm cho các cơ sở kinh doanh tại địa phương. Công ty cũng đang tìm cách xuất khẩu sản phẩm sang Singapore.
Sản xuất Currywurst đã tăng lên trong những năm gần đây. Trong năm 2015, 7,2 triệu chiếc đã được sản xuất, nhiều hơn 14% so với sản xuất năm 2014. Sản xuất tăng 264% trong giai đoạn 2009-2018 khi 6,81 triệu chiếc được sản xuất, khiến Currywurst trở thành sản phẩm được sản xuất nhiều nhất trong bất kỳ bộ phận nào của Volkswagen. Trong nhiều năm Volkswagen đã sản xuất Currywurst nhiều hơn ô tô cá nhân, bao gồm cả năm 2013, 2014, 2015 và 2017. Sản xuất nước sốt cà chua cũng đã tăng thời gian gần đây, tăng từ 536.826 kg (1.183.499 lb) trong năm 2014 lên 608.208 kilôgam (1.340.869 lb) năm 2015.